# آلیس کاپلانجیان
آلیس کاپلانجیان (ارمنی: Ալիս Կապլանջյան؛ انگلیسی: Alis Kaplandjyan زادهٔ ۱ دسامبر ۱۹۵۱) بازیگر سینما و تلویزیون اهل ارمنستان است. وی از سال ۱۹۷۷ تا ۲۰۱۹ میلادی مشغول فعالیت بود.

## زندگی‌نامه
وی در ۱ دسامبر ۱۹۵۱ در ایروان به دنیا آمد و از انستیتو دولتی هنری و نمایشی ایروان فارغ‌التحصیل شد. وی با آلکساندر خاچاتریان ازدواج نموده است. وی بین سال‌های ۱۹۷۳ تا ۱۹۹۱ در فرهنگستان دولتی تئاتر سوندوکیان فعالیت می‌کرد. در آن دوران نقش‌های زیادی در تئاتر و همزمان در بیش از ۱۰ فیلم در استودیوهای فیلم بازی کرد. 

## گزیده فیلمشناسی
از فیلم‌ها یا برنامه‌های تلویزیونی که وی در آن نقش داشته است می‌توان به ستاره امید اشاره کرد.